# TK1998
『TK1998』は、1998年11月26日に発売された小室哲哉の完全生産限定ボックス・セット。

## 概要
CD2枚組にVHSとブックレットを同梱して販売されたボックス・セットである。
ディスク1は小室哲哉名義のスタジオ・アルバム『LATEST WORKS』、ディスク2はジャン・ミッシェル・ジャールと共演したライブ「RENDEZ-VOUS '98 ELECTRONIC NIGHT」の模様を収録したライブ・アルバム『PARIS LIVE "ELECTRONIC NIGHT"』、VHSは同ライブの映像化作品『PARIS LIVE "RENDEZ-VOUS 98 ELECTRONIC NIGHT"』、ブックレットは同ライブの模様を収めた全72ページの写真集となっている。

## LATEST WORKS

### 解説
- 1997年秋にロサンゼルスで制作された。その後小室がオーガナイザーを務めた中日邦交正常化25周年記念ライブツアー「TK Presents GROOVE MUSEUM」で、音楽ユニット「MUSEUM」としてリアルタイム・リミックスをしながら演奏した楽曲をスタジオテイクとしてまとめた作品である[1]。このため、本作は小室名義のスタジオアルバムではあるが、MUSEUMのスタジオアルバム・ライブアルバムとしての側面もある。
- 音のコンセプトはプロディジー、ケミカル・ブラザーズの出す趣を目指した[2]。
- 本来は小室が海外進出するためのデモ音源集であり、そこからの抜粋で発表した。タイトルは明かしていないが収録曲は本作に収録されていない2作の楽曲も含めた内の3曲をマイケル・ジャクソン宅のリビングでプレゼンテーションし、ジャン・ミッシェル・ジャールからもデモ音源を絶賛された[1][3][4]。
- 本作の制作は「TOGETHER NOW」制作より前に行われた。「TOGETHER NOW」参加に小室が打診していたOLIVIAの歌唱するパートのレコーディングは、彼女を起用するかどうかのオーディションを兼ねての作業だった。結果的に小室が作品としても気に入ったために商品化を決めた[5]。
- 本作と同日にピアノ・ソロアルバム「Piano Solo Album 〜Komuro Tetsuya Plays TK's Masterpieces on Piano〜（仮）」[6]「TK plays million works（仮）」[7]が同時発売される予定だった。
- 各種音楽配信サービスでダウンロード配信・ストリーミング配信が行われているが、2025年現在「Empty Lies」のみ配信されていない。

### 収録曲
| 全作詞: MARC、全作曲・編曲: 小室哲哉。 |                           |       |            |      |
| #                                      | タイトル                  | 作詞  | 作曲・編曲 | 時間 |
| 1.                                     | 「Welcome to the Museum」 | MARC  | 小室哲哉   | 8:41 |
| 2.                                     | 「Transformation」        | MARC  | 小室哲哉   | 9:01 |
| 3.                                     | 「Dreams」                | MARC  | 小室哲哉   | 6:13 |
| 4.                                     | 「8」                     | MARC  | 小室哲哉   | 5:13 |
| 5.                                     | 「Empty Lies」            | MARC  | 小室哲哉   | 5:34 |
| 合計時間:                              | 合計時間:                 | 34:42 |            |      |

### クレジット
レコーディング・メンバー
- マーク・パンサー : Lead vocals
- OLIVIA : Lead vocals (#1, 3, 5)
- Lynn Mabry : Lead vocals (#1, 2, 3, 4)
- Tamara Champlin : Background vocals
- Janea Chadwick : Background vocals
- Marlo McLain : Background vocals
- 佐野健二 : Background vocals, Bass, Vocal directed
- Lucy : Chinese vocals
- Carmine Rojas : Bass
- David Palmer : Drums
- Land Richards : Drums

スタッフ
- Produced : 小室哲哉
- Mixed : Eddie Delena
- Additional production : Gary Adante & Rob Arbittier (Noisy Neighbors Productions)
- Mastered : Chris Bellman
- Chinese vocals translated : Patrick Kiavi
- Engineered : 若公俊広, Troy Gonzalez, Mark Phillip Endert, Steve Gallagher
- Synthesizer programming : 村上章久, Andrew Scheps
- Production superviser : Rojam, inc.

## PARIS LIVE "ELECTRONIC NIGHT"

### 解説
- CDとVHSでは収録内容に差分がある。CD限定の楽曲は「OXYGENE 13」、VHS限定の楽曲は「TOGETHER NOW -PARLEZ-VOUS FRANCAIS」「OXYGENE IN THE GHETTO」「OXYGENE 10-RESISTANCE D」の3曲である。なお日本盤ではアポロ440の出演部分（「Rendez-vous 98 (Apollo 440 Remix)」「Oxygene 10 (Apollo 440 Remix Dub)」の2曲）は未収録である[9][10]。
- 小室は鍵盤での演奏は殆ど行わず、ミキシング・コンソールに内蔵されたトラックをその時の気分で即興でリミックスを行い、VJも兼任していた。

### 収録曲（CD）
| 全作曲: Jean Michel Jarre（#2・6、作曲: Jean Michel Jarre・小室哲哉）。 |                             |                                           |                                                                |       |
| #                                                                       | タイトル                    | 作詞                                      | 作曲・編曲                                                     | 時間  |
| 1.                                                                      | 「EN ATTENDANT COUSTEAU」   |                                           | Jean Michel Jarre （#2・6、作曲: Jean Michel Jarre・小室哲哉） | 5:53  |
| 2.                                                                      | 「TOGETHER NOW」            | Jean Michel Jarre・小室哲哉・OLIVIA・MARC | Jean Michel Jarre （#2・6、作曲: Jean Michel Jarre・小室哲哉） | 5:47  |
| 3.                                                                      | 「OXYGENE 7」               |                                           | Jean Michel Jarre （#2・6、作曲: Jean Michel Jarre・小室哲哉） | 4:54  |
| 4.                                                                      | 「UNESCO THEME / JAPAN」    | MARC                                      | Jean Michel Jarre （#2・6、作曲: Jean Michel Jarre・小室哲哉） | 5:44  |
| 5.                                                                      | 「OXYGENE 8 (HANI MIX)」    |                                           | Jean Michel Jarre （#2・6、作曲: Jean Michel Jarre・小室哲哉） | 5:52  |
| 6.                                                                      | 「PARIS UNDERGROUND」       |                                           | Jean Michel Jarre （#2・6、作曲: Jean Michel Jarre・小室哲哉） | 6:43  |
| 7.                                                                      | 「OXYGENE 13」              |                                           | Jean Michel Jarre （#2・6、作曲: Jean Michel Jarre・小室哲哉） | 4:39  |
| 8.                                                                      | 「OXYGENE 8 (SUNDAY CLUB)」 |                                           | Jean Michel Jarre （#2・6、作曲: Jean Michel Jarre・小室哲哉） | 13:40 |
| 9.                                                                      | 「OXYGENE 12」              |                                           | Jean Michel Jarre （#2・6、作曲: Jean Michel Jarre・小室哲哉） | 5:53  |
| 10.                                                                     | 「REVOLUTION, REVOLUTIONS」 |                                           | Jean Michel Jarre （#2・6、作曲: Jean Michel Jarre・小室哲哉） | 3:42  |
| 11.                                                                     | 「RAVE-OLUTION」            |                                           | Jean Michel Jarre （#2・6、作曲: Jean Michel Jarre・小室哲哉） | 4:44  |
| 12.                                                                     | 「EN ATTENDANT COUSTEAU」   |                                           | Jean Michel Jarre （#2・6、作曲: Jean Michel Jarre・小室哲哉） | 4:16  |
| 合計時間:                                                               | 合計時間:                   | 合計時間:                                 | 71:47                                                          |       |

### 収録曲（VHS）
| #   | タイトル                               | 作詞 | 作曲・編曲 |
| --- | -------------------------------------- | ---- | ---------- |
| 1.  | 「EN ATTENDANT COUSTEAU」              |      |            |
| 2.  | 「TOGETHER NOW」                       |      |            |
| 3.  | 「TOGETHER NOW -PARLEZ-VOUS FRANCAIS」 |      |            |
| 4.  | 「OXYGENE 7」                          |      |            |
| 5.  | 「OXEGENE IN THE GHETTO」              |      |            |
| 6.  | 「UNESCO THEME / JAPAN」               |      |            |
| 7.  | 「OXYGENE 8 (HANI MIX)」               |      |            |
| 8.  | 「PARIS UNDERGROUND」                  |      |            |
| 9.  | 「OXYGENE 10-RESISTANCE D」            |      |            |
| 10. | 「OXYGENE 8 (SUNDAY CLUB)」            |      |            |
| 11. | 「OXYGENE 12」                         |      |            |
| 12. | 「REVOLUTION, REVOLUTIONS」            |      |            |
| 13. | 「RAVE-OLUTION」                       |      |            |
| 14. | 「EN ATTENDANT COUSTEAU」              |      |            |